# ごごたま
『ごごたま』は、首都圏トライアングル加盟局で、平日の夕方に生放送されたテレビ埼玉製作の情報番組である。

## 概要
「常盤6丁目二番街」の後番組として開始された。埼玉県内の地域情報と、音楽・映画・芸能等のエンタメ情報を中心とした内容となっている。これまで番組タイトルが2度変更されており、番組開始から2004年3月26日までは「情報ごごびん」、2004年3月29日から2006年3月31日までは「ごごびん」であった。また2009年3月を以って終了した昼の情報番組「ひるたま」とは姉妹関係にあたっていたが、同局で放送しているアニメ情報番組「アニたま」との関連は一切ない。
2009年3月30日から2010年3月26日までは、第1部（16:30 - 17:00）と第2部（17:15 - 18:00）の2部構成となっており、その間の17:00 - 17:15に、報道番組「テレ玉イブニングNEWS」が挿入されていたが、現在は16:30 - 17:45で第1部（16:30 - 17:00）と第2部（17:00 - 17:45）に変更になったため、『テレ玉イブニングNEWS』はごごたま終了後の17:45 - 18:00に放送されている。
また第1部では「首都圏トライアングル」として、南関東の独立放送局にネットされている（詳細後述）。但し、一部の公営競技中継期間と高校野球県大会の中継期間中では、大半の中継終了時刻が17:00前後であるために、第1部の放送が休止となり、第2部のみの放送となる。

## 沿革

### 情報ごごびん（2001年10月 - 2004年3月）
2001年10月、テレビ埼玉初の朝ワイド番組「情報あさびん」の開始（現在は放送終了）に伴い、「情報ひるびん」と共に情報番組のタイトルを統一した。ただ出演者や放送内容は、前身と一切変化はなかった。本来であれば「あさびん」「ひるびん」と来れば、時間帯から考えて「ゆうびん」になるはずだが、これは郵便との混同を避けるために、このようなタイトルになったと考えられる。

### ごごびん（2004年4月 - 2006年3月）
2004年4月改編により、タイトルにある“情報”がとれて「ごごびん」に改めた。また番組のタイトルロゴやスタジオのセットが変更され、司会とアシスタントは、日替わりから全日を通して進行する形に変更された。更に新聞コーナーの新設やニュースの回数を増やすなど、これまで報道色も増すようになった。また翌年の2005年4月改編では、番組内容に大きな変化はなかったものの、ニュースコーナーを2回から1回に減らし、時間を5分間から10分間となった。前半はこれまで通りニュースを、後半は特集（金曜日のみ1週間のニュース）を放送されるようになった。なお特集は「ニュース930」、1週間のニュースは「ウィークエンド930」と、それぞれ同じ内容で放送されていた。

### ごごたま （2006年4月 - ）
2006年4月改編より、テレビ埼玉の愛称が“テレ玉”に変更されたことに伴い「ごごたま」に改めた。テーマ曲が5年ぶりに一新された。またタイトルロゴも変わったものの、出演者や構成などはとくに変更はなかった。また翌年の2007年4月改編では、2度目のタイトルロゴやテーマ曲が一新された。2008年3月28日をもって、渡辺と大平が番組を卒業した。2人は「ごごびん」と合わせると3年間担当し、「ごごびん」シリーズの中では最も長い担当となった。渡辺は「ひるたま」の司会に異動した。
2008年3月31日より、大幅なリニューアルを図った。司会には清水由美、アシスタントに本岡なり美と井上優里を起用。タイトルロゴ（ハイビジョン対応）やテーマ曲、スタジオのセットが一新された。また放送時間をこれまでより30分繰り下げられ、17:00 - 18:00の1時間になった。これにより、不定期にあったスポーツ中継等で放送時間が変動されなくなった。さらにアシスタントの出演形態を、「情報ごごびん」時代の“昼の情報番組兼務、日替わり担当”に戻した。
しかし清水が体調不良のため5月ごろから出演をとりやめ、司会は代打のアナウンサーを起用して対応した。一時復帰の見込みがあったのだが、そのまま降板となった。わずか1ヶ月半の出演であった。（詳細後述）そのため2008年6月30日より、ニュースや清水の代打司会を担当していた桧垣理奈が司会となった。これに伴い一部の出演者に変更があった。またアシスタントの井上が2008年9月をもって卒業し、新たに斉藤美枝子が加わった。
2009年4月改編より、放送時間を30分繰り上げられ2008年3月までと同じ時間となった。また昼の情報番組「ひるたま」が2009年3月27日をもって放送が終了することに伴い、代替としてごごたまの冒頭30分をテレビ神奈川（tvk）と千葉テレビ放送（CTC）の2局（首都圏トライアングル）でもネットを開始された（詳細はこちらを参照）。これまで前身を含め当番組に内包していたニュースコーナー（17:05ごろ放送）は独立化され、「テレ玉イブニングNEWS」を、当番組の間を挟んだ形で放送が開始された。そのため、番組が始まって以来初の2部構成となった。
2009年9月頃から、首都圏トライアングル枠になって初めての番組CMを順次放送を開始された。
2010年3月29日より、「テレ玉イブニングNEWS」の時間移動（17:45 - 18:00）に伴い、当番組の放送時間を16:30 - 17:45に変更。また出演者を一新し、司会は宮本賢一、アシスタントは全曜日を通して佐藤友紀が担当している。
2012年4月2日より、出演者が変更になり、司会は山田香菜子、アシスタントは「パーソナリティー」として呼称を変更、日替わりになっている。
2015年4月6日より「テレ玉イブニングNEWS」が当番組に内包・放送時間を15分拡大、またアシスタント・パーソナリティは月曜日のななめ45°を除いて変更。ただし、同局の電子番組表(EPG)では「ごごたま　第1部」（16:30 - 17:00）、「ごごたま　第2部」（17:00 - 18:00）と分割されて表記されていた。
2016年4月1日をもって終了、10年の歴史に幕を下ろした。後番組は『情報番組 マチコミ』。後番組の『情報番組 マチコミ』では、金曜のみ出演者がアナウンサーのみになった。

### 変遷
| 期間       | 期間       | タイトル     | 放送時間（JST）       | 放送時間（JST）       |
| 期間       | 期間       | タイトル     | 月曜･水曜･金曜        | 火曜･木曜             |
| ---------- | ---------- | ------------ | --------------------- | --------------------- |
| 2001.10.01 | 2004.03.26 | 情報ごごびん | 16:30 - 17:50（80分） | 16:30 - 18:00（90分） |
| 2004.03.29 | 2006.03.31 | ごごびん     | 16:30 - 17:50（80分） | 16:30 - 18:00（90分） |
| 2006.04.03 | 2008.03.28 | ごごたま     | 16:30 - 17:50（80分） | 16:30 - 17:50（80分） |
| 2008.03.31 | 2009.03.27 | ごごたま     | 17:00 - 18:00（60分） | 17:00 - 18:00（60分） |
| 期間       | 期間       | タイトル     | 放送時間（JST）       | 放送時間（JST）       |
| 期間       | 期間       | タイトル     | 第1部                 | 第2部                 |
| 2009.03.30 | 2010.03.26 | ごごたま     | 16:30 - 17:00（30分） | 17:15 - 18:00（45分） |
| 2010.03.29 | 2015.04.03 | ごごたま     | 16:30 - 17:00（30分） | 17:00 - 17:45（75分） |
| 2015.04.06 | 2016.04.01 | ごごたま     | 16:30 - 17:00（30分） | 17:00 - 18:00（60分） |

## 出演者
以下は2015年4月現在の情報である。

### 司会
- 佐藤美樹（2015年4月6日 - ）

### パーソナリティ
- ななめ45°（月曜、2012年4月2日 - [2]）
- 岩井勇気(ハライチ)（火曜、2015年4月7日 - ）
- 島田秀平（水曜、2015年4月8日 - ）
- ホリ（木曜、2015年4月9日 - ）
- 梅小鉢（金曜、2015年4月10日 - ）

### コーナー担当
- 内堀恵子（「ごごたまキッチン」担当）
- 安達勇人（「ごごたまキッチン」アシスタント、2013.4～）
- 荻秀幸（火曜日「漢方納得相談」担当：一心堂薬局代表[3]）
- 堀口紗希（金曜日 天気担当、2015.4～）

テレビ埼玉アナウンサー
- 波多江良一（「プロスポーツ情報」、「スポトピ」担当）
- 二階堂絵美（「情報市場ごごたまるしぇ」担当）

### 出演者の変遷

#### 司会・アシスタント・パーソナリティ
| 期間                    | 司会→アシスタント | 司会→アシスタント | 司会→アシスタント | アシスタント→パーソナリティ | アシスタント→パーソナリティ | アシスタント→パーソナリティ | アシスタント→パーソナリティ | アシスタント→パーソナリティ |
| 期間                    | 月曜日・火曜日    | 水曜日            | 木曜日・金曜日    | 月曜日                      | 火曜日                      | 水曜日                      | 木曜日                      | 金曜日                      |
| ----------------------- | ----------------- | ----------------- | ----------------- | --------------------------- | --------------------------- | --------------------------- | --------------------------- | --------------------------- |
| 2001.10.01 - 2002.03.29 | 重信香織          | 重信香織          | 青江康子          | 神田山吹                    | 石塚初美                    | 結成亮輔                    | 三宅あき子                  | 横須賀ゆめな                |
| 2002.04.01 - 2002.09.27 | 重信香織          | 青江康子          | 青江康子          | 神田山吹                    | 石塚初美                    | 宇多川都                    | 三宅あき子                  | 横須賀ゆめな                |
| 2002.09.30 - 2003.03.28 | 重信香織          | 荒舩美栄          | 小林智            | 神田山吹                    | 石塚初美                    | 前島克也                    | 三宅あき子                  | 横須賀ゆめな                |
| 2003.03.31 - 2003.09.26 | 大越洋子          | 大越洋子          | 大越洋子          | 神田山吹                    | 石塚初美                    | HONA                        | 涌井はるか                  | 横須賀ゆめな                |
| 2003.09.29 - 2004.03.26 | 大越洋子          | 大越洋子          | 谷口智子          | 伊藤明日香                  | 伊藤明日香                  | 石塚初美                    | 安中都                      | 安中都                      |
| 2004.03.29 - 2005.04.01 | 定本正志          | 定本正志          | 定本正志          | 黒木美紀                    | 黒木美紀                    | （備考参照）                | 仲宗根朋美                  | 仲宗根朋美                  |
| 2005.04.04 - 2008.03.28 | 渡辺一宏          | 渡辺一宏          | 渡辺一宏          | 大平素子                    | 大平素子                    | 大平素子                    | 大平素子                    | 大平素子                    |
| 2008.03.31 - 2008.06.27 | 清水由美          | 清水由美          | 清水由美          | 本岡なり美                  | 井上優里                    | 本岡なり美                  | 井上優里                    | 本岡なり美                  |
| 2008.06.30 - 2008.09.26 | 桧垣理奈          | 桧垣理奈          | 桧垣理奈          | 本岡なり美                  | 井上優里                    | 本岡なり美                  | 井上優里                    | 本岡なり美                  |
| 2008.09.29 - 2010.03.26 | 桧垣理奈          | 桧垣理奈          | 桧垣理奈          | 本岡なり美                  | 斉藤美枝子                  | 本岡なり美                  | 斉藤美枝子                  | 本岡なり美                  |
| 2010.03.29 - 2012.03.30 | 宮本賢一          | 宮本賢一          | 宮本賢一          | 佐藤友紀                    | 佐藤友紀                    | 佐藤友紀                    | 佐藤友紀                    | 佐藤友紀                    |
| 2012.04.02 - 2015.03.27 | 山田香菜子        | 山田香菜子        | 山田香菜子        | ななめ45°                   | 椿姫彩菜                    | だいまじん                  | 有村昆                      | 遠近由美子                  |
| 2015.03.30 - 2016.04.01 | 佐藤美樹          | 佐藤美樹          | 佐藤美樹          | ななめ45°                   | 岩井勇気                    | 島田秀平                    | ホリ                        | 梅小鉢                      |

備考
- 司会全員とアシスタントの佐藤はテレビ埼玉アナウンサー（当時を含む）。
- 2001.10 - 2004.03：司会とアシスタントは『情報ひるびん』も兼務。
- 2004.04 - 2005.03：水曜日のアシスタントは埼玉県内の女子大生がローテーションで担当。
- 2006.10 - 2005.12：渡辺が静養のため10月13日から12月1日までは代打を起用して対応、渡辺は12月4日より復帰。「代打司会」を参照。
- 2008.04 - 2009.03：アシスタントは『ひるたま』も兼務。
- 2008.05 - 2008.06：清水が静養のため5月13日から6月27日までは渡辺と同様に代打を起用して対応。「代打司会」を参照。
- ななめ45°や有村が欠席の場合は、代打としてななめ45°の後輩であるザ・たっちがパーソナリティとして出演することがある。

### 代打司会
基本的に当番組の出演者する。以下はそれ以外の出演者が担当したパターン（佐貫を除いた人物は全て当時のテレ玉アナウンサー）。
- 佐貫洋一（元テレ玉アナウンサー、当時は既に他部署に異動していた）定本の夏季休暇時のリリーフ
- 亀井薫　渡辺・大平[7]の夏季休暇時のリリーフ
- 小田正実　桧垣の夏季休暇時のリリーフ
- 渡辺一宏　卒業後、桧垣の夏季休暇以外の時のリリーフ

2006年10月13日より渡辺アナが、怪我による静養のため番組を一時降板、最初の一週間は亀井薫アナが代打として担当した。10月23日以降は、曜日変わりでテレ玉アナウンサー以外の起用。しかし渡辺アナが静養を終えたため、12月1日でこの措置は終了した。
- 10月13日 - 10月20日
- 亀井薫
- 10月23日 - 12月1日
- 西達彦（月・火曜日担当）
- 田辺晋太郎（水 - 金曜日担当）

2008年5月29日より清水アナが、体調不良による番組一時降板をし、29日は急遽3月までひるたま担当だった渡辺アナが、30日はニュース担当の桧垣アナが代打出演。以降6月末まで渡辺アナと桧垣アナが、ローテーションで番組を担当した。そして6月30日放送分より、桧垣アナが正式にごごたま担当になった。そのため、この代理処置は終了した(このため担当していた「ニュース930」を降板)。なお復帰かと思われた清水アナは、休養のまま番組降板となった。また、2008年7月7日から、桧垣アナが高校野球埼玉大会の準備があるため、渡辺アナがごごたまを担当した。
- 5月29日，6月2日-4日，9日，17日，19日，25日，26日，7月7日-11日
  - 渡辺一宏
- 5月30日，6月10日-13日，18日，20日-21日，23日-24日，27日
  - 桧垣理奈

### ニュースアナウンサー
|                         | 月曜日・火曜日 | 水曜日         | 木曜日         | 金曜日         |
| ----------------------- | -------------- | -------------- | -------------- | -------------- |
| 2001.10.01 - 2004.03.26 | （シフト勤務） | （シフト勤務） | （シフト勤務） | （シフト勤務） |
| 2004.03.29 - 2005.04.01 | 國友真由美     | 國友真由美     | 國友真由美     | 國友真由美     |
| 2005.04.04 - 2005.10.28 | 國友真由美     | 國友真由美     | 川尻友紀子     | 國友真由美     |
| 2005.10.31 - 2006.03.31 | 國友真由美     | 國友真由美     | 大塚美幸       | 國友真由美     |
| 2006.04.03 - 2007.03.30 | 中野知美       | 外山麻衣       | 外山麻衣       | 外山麻衣       |
| 2007.04.02 - 2008.03.28 | 福原奈見       | 外山麻衣       | 外山麻衣       | 外山麻衣       |
| 2008.03.31 - 2008.05.30 | 福原奈見       | 桧垣理奈       | 桧垣理奈       | 桧垣理奈       |
| 2008.06.02 - 06.27      | 福原奈見       | （シフト勤務） | （シフト勤務） | （シフト勤務） |
| 2008.06.30 - 2009.03.27 | 福原奈見       | 小田正実       | 小田正実       | 小田正実       |

備考
- 全員テレビ埼玉アナウンサー（当時を含む）。
- 2001.10 - 2004.03：主に佐貫洋一、谷口智子らが担当。
- 2006.06：主に福原、桧垣らが担当。
- 福原と小田は2009年3月30日より夕方ニュースの後継番組『テレ玉イブニングNEWS』に出演。
- 2005年度に当時ひるびんMCだった亀井薫、2007年頃にテレ玉OGの谷口智子、2008年頃に週末担当の小池文美がリリーフ担当した事がある。

#### 過去のコーナー担当
- 田辺晋太郎 （月曜日「音楽探偵！田辺晋太郎」担当）
- 桜井裕子（火曜日「スポーツ情報担当」：2004年3月 - 2005年6月）
- 原田あすか（同上：2005年7月 - 2006年1月）
- 田島葉子（同上：2006年2月 - 2007年1月）
- Love Me Do（水曜日「ごごドキッ!ラブチェック」担当）
- 林あい（水曜日「SHUFU-sama」担当）
- タケウチパンダ（同上）
- ワンワンニャンニャン（同上）
- 亀井薫（木曜日「茶飲み時事放談」担当）
- 近藤スパ太郎 （金曜日「近藤スパ太郎のいただき満腹食堂」担当）
- 菊池真以（金曜日ウェザー情報担当：ウェザーニュースお天気キャスター・気象予報士、 - 2008年1月）
- 虫鹿里佳（同上：2008年2月 - 2008年3月）
- 井上優里（中継「只今参上!たまリポ隊」担当：2009年3月 - 2009年9月）
- 神田蘭※（金曜日「JA菜発見!」担当：2009年4月3日 - 2010年3月26日）
- 本岡なり美（アシスタントと兼務、中継「只今参上!たまリポ隊」担当：2008年4月 - 2010年3月）
- 斉藤美枝子（同上：2008年9月 - 2010年3月）
- 半田あい（中継「スポーツ中継直前情報」担当）
- 秋岡榮子※（火曜日「本ナビ」コメンテーター：2009年3月31日 - ）
- 山本昇（月曜日「音日和」→「音玉」担当：2009年3月30日 - 2012年3月26日[6]）
- 村田綾（月曜日「自転車に乗って～埼玉サイクリング～」担当）
- 冨田恵美子（金曜日お天気担当 2012年8月～12月）
- 津端えり（金曜日お天気担当 2012.12～2013.3?）
- 加藤美祐（水曜日「あなたの街にOh！しかけ隊」担当、2013.1～2013.8）
- 吉田ユウ（水曜日「あなたの街にOh！しかけ隊」担当、2013.9～）
- 河島未怜（金曜日お天気担当 2013.4～）
- 荒井千里（金曜日「たまリポ」担当、不定期。）
- ランチランチ（金曜日「たまリポ」担当、不定期。）

## タイムテーブル
| 時刻  | 放送内容                       |
| ----- | ------------------------------ |
| 16:30 | オープニング                   |
| 16:32 | 天気予報                       |
| 16:34 | 日替わりコーナー1              |
| 16:45 | 日替わりコーナー2              |
| 16:53 | お知らせ→お便り紹介            |
| 16:58 | 首都圏トライアングルネット終了 |
| 17:00 | 第2部オープニング              |
| 17:01 | 県内ニュース                   |
| 17:10 | ごごたまキッチン               |
| 17:20 | 日替わりコーナー3              |
| 17:30 | 日替わりコーナー4              |
| 17:40 | 日替わりコーナー5              |
| 17:52 | 天気予報                       |
| 17:55 | お知らせなど                   |
| 17:57 | エンディング                   |

## コーナー
16時台後半（第1部）を“首都圏トライアングル”、17時台（第2部）“埼玉ローカル枠”と示す。時間の都合上首都圏トライアングルで放送しきれない場合は、埼玉ローカル枠で放送されることもある。

### 毎日
- オープニング

当番組は4時台後半と5時台の2回存在する。前半は新聞記事（主に埼玉新聞）の紹介とお便り募集の案内、後半はお便り募集の案内とお知らせなどを行う。なお前半は、神奈川と千葉向けのコメントとして、「皆さん、こんにちは。ごごたま始まりました。◯曜日担当の◯◯◯◯とテレ玉アナウンサーの◯◯◯◯です。この時間は『首都圏トライアングル』でtvk・チバテレの皆さんにもお送りしております。」となる。画面右上に「首都圏トライアングル」のロゴと「テレ玉→tvk・チバテレ」と表記される。このとき、月曜はななめ45°が、手で三角の形（首都圏トライアングルを意味する）を作って紹介している。
- 天気予報

関東地方の今日の夜との翌日の天気が放送される。2015年4月時点で16時台は川越あるいは大宮ソニックシティにあるお天気カメラの映像を最初に流した後予報を伝え、17時台は曜日によって異なりお天気カメラの映像を流した後予報を伝える場合（火・木曜日）とテレ玉の屋上から女性アナウンサー、キャスター伝える場合（月・水・金曜日）がある。以前は、月-木曜日は大宮ソニックシティにあるお天気カメラの映像をバックに、金曜日はテレ玉の屋上あるいは県内各所（たまリポの中継先と兼ねる場合がある）から女性キャスターが伝えており、17時台の埼玉ローカルパートでは視聴者からの写真をコーナーの最後に紹介していた。
- お便り紹介

毎週ごとに設定されるテーマをもとに、視聴者からのお便りを放送中に随時紹介。次週のテーマは、金曜日のエンディングで発表される。
- ごごたまクッキング→ごごたまキッチン
- 街ネタ・食ネタ

### 月曜日
- てつお→てつろう（首都圏鉄道の旅）（2015年4月6日から）

ななめ45°（とコバトンのぬいぐるみ）が、埼玉県内の全ての駅（234駅）から1駅をくじ引きで選び、その駅周辺を散策するコーナー。2012年9月10日放送で、100駅制覇、2015年1月26日放送で200駅制覇となっている。
2014年4月からは一時期、このコーナーのみ関東1都4県（東京都・神奈川県・埼玉県・千葉県・群馬県）のクリーニング組合がスポンサーとしてつくようになっていた。
第2部
- 旬をお届け！ごごたま便
- プロスポーツ情報（2015年4月6日から）
- がんQ&A（月1回最終週）

### 火曜日
第1部
- シュトランガイド（2015年4月14日から、隔週）
- びびっとびっくり美術館（2015年4月21日から）
- エン玉ミュージック→Music fan（2015年3月までは木曜日に放送）

第2部
- ごごたま大喜利（2015年4月14日から、月1回）
- ごごたま園芸部（2015年4月21日から、月1回）
- 踊ろう！テレ玉くんキャラバン（2014年4月から）
- スポたま（2015年4月7日から）/ほか

### 水曜日
第1部
- 作ってあげたい、彩（いろどり）ごはん（2015年4月8日から、第1・3週）
- 世界はトモダチ（2015年4月8日から、第1・3週）
- 頭の体操（2015年4月15日から、隔週）

第2部
- Big-Aお買い得情報（月1回）

同様の企画が同じ首都圏トライアングル枠の『ハピはぴ・モーニング〜ハピモ〜』→『シャキット!』（チバテレ）でも行われている。『シャキット!』同様に、田中美和子が担当する。
- ぐるたま（2015年4月15日から）
- キネマニアックス
- DRAMagic（2015年4月15日から、月2回）

海外ドラマ情報
- 私学・経済情報→くらしの経済/ほか

### 木曜日
第1部
- 食ネタ
- 本に恋して（隔週）
- 情報市場ごごたまるしぇ（2015年4月9日から）

第2部
- 漢方納得相談（2015年3月まで火曜日に放送）
- さいたま市インフォメーション
- スポトピ（2015年3月まで水曜日に放送）
- 玉ウォッチ（テレビ埼玉の広報コーナー、月1回）/ほか

### 金曜日
第1部
- ちちぶなぅ（月1回程）
- おいしい山形（月1回程）

第2部
- ういずあんしん介護相談室
- 教えて!ホームドクター（月1回）
- たまリポ
- ミチタビ/ほか

### 過去のコーナー
- ごきげんななめ45秒（月曜日）
- H.I.S.でGOGO旅（月曜日）

2012年9月10日開始。同様の企画が同じ首都圏トライアングル枠の『ハピはぴ・モーニング〜ハピモ〜』（チバテレ）でも2012年8月まで「H.I.S.でドコイク」というタイトルで行われていた。
- テレ玉広報コーナー（月曜日）
- ゆる玉わーるど　テレ玉くんが行く！（月曜日）

2011年に第1シリーズ（全25回）、2013年に第2シリーズ（全13回）を放送。
- 自転車に乗って～埼玉サイクリング～（2012年6月まで、2013年10月から）
- Be-style（火曜日）
- うまいもん（火曜日）
- あやナビ（火曜日）
- ペットといっしょ（隔週火曜日）
- うるおいガーデン（隔週火曜日）
- トレンドリサーチ（木→火曜日）
- だいまじんのイクメン日記（水曜日）
- あなたの街にOh！しかけ隊

だいまじんと女性隊員の3人が、埼玉県内各地をめぐり、その地で色々手伝いをしてくるコーナー。
- 西武沿線情報（木曜日）
- エン玉ムービー→NO、MOVIE NO、LIFE？（木曜日）
- 演歌・歌謡曲知ってる歌（月1回、木曜日）
- 旅して埼玉（金曜日、2013年3月まで）
- とっちー喫茶（隔週金曜日）
- 踊ろう！テレ玉くんのうた（2013.10 － 2014.3）
- ちょいリポ（2015年4月6日から、16・17時台）

## ネット局
前半の30分間のみ首都圏トライアングルで放送。ただし、夏の高校野球県大会が実施される場合は首都圏トライアングル枠は休止となり、17時からのテレ玉ローカル枠だけの短縮放送となる。

### 現在のネット局
| 放送対象地域 | 放送局                           | 系列                            | 放送時間                      | 放送期間                     | 備考 |
| ------------ | -------------------------------- | ------------------------------- | ----------------------------- | ---------------------------- | --- |
| 埼玉県       | テレビ埼玉（TVS） ごごたま製作局 | 独立協 （首都圏トライアングル） | 毎週月 - 金曜日 16:30 - 18:00 | 2001年10月1日 - 2016年4月1日 | |
| 神奈川県     | テレビ神奈川（tvk）              | 独立協 （首都圏トライアングル） | 毎週月 - 金曜日 16:30 - 17:00 | 2009年3月30日 - 2016年4月1日 | ※神奈川県内のスポーツを中継する場合 （高校野球神奈川県大会期間＜平年7月＞含む）は休止                                                                              |
| 千葉県       | 千葉テレビ放送（CTC）            | 独立協 （首都圏トライアングル） | 毎週月 - 金曜日 16:30 - 17:00 | 2009年3月30日 - 2016年4月1日 | ※テレビ傍聴席（千葉県議会中継）と、 高校野球千葉大会（平年7月）放送時は休止 ※冬季のみ、船橋競馬中継が当該時刻で放送時は マルチチャンネル編成のためSD画質での放送。 |

## 備考

### 地上アナログ放送
2010年7月5日よりアナログ放送では、レターボックスで放送していた。
テレ玉とtvkのアナログ放送では、各局独自にアナログ放送終了告知(CM中は両局とも非表示)を表示していた。　なお、チバテレビでは、アナログのカウントダウンから表示されていた。

### 地上デジタル放送
- ハイビジョン製作を2005年8月上旬より行っている。テレ玉は2005年11月25日（正式は2005年12月1日）より、16:9のハイビジョン放送（画面比16:9）を行っている。
- 電子番組表（EPG）は、番組名に「ごごたま[S][HV]」（□の中にSとHVをそれぞれ表記、以前(S)と括弧内に表記され、[HV]は2008年頃に追加）、放送内容に曜日ごとのコーナー名と出演者名を表記されている。
- チャンネルロゴ表示はテレ玉のみ表示(CM中は非表示)。　なおtvkは今のところウォーターマーク自体無いので表示されることは無い。

## エンディングテーマ

### 2013年
- 11月度：Negicco 「ときめきのヘッドライナー」　(T-Palette Records)

### 2014年
- 7月度：Rhythmic Toy World 「五月雨と共に」　(STROKE RECORDS）

## 関連番組
- ひるたま
- テレ玉ニュース
- 1230アッと!!ハマランチョ → ありがとッ!
- 朝まるJUST → ハピはぴ・モーニング〜ハピモ〜 → シャキット!